# Finnország zászlaja
A finn zászló finn neve siniristilippu, ami magyarul kék keresztes zászlót jelent.

## Története
A zászló történelme a 20. század elejére nyúlik vissza (Finnország 1917 óta független állam). A dán zászló (Dannebrog) mintájára tervezték, és 1918. május 29-én fogadták el állami zászlónak. Egyes források a zászlót svéd eredetűnek tartják, aminek lehet is valami alapja, lévén, hogy Finnország a 12. századtól 1809-ig Svédország része volt. Mivel az összes többi észak-európai zászló hasonló mintájú, nehéz biztonsággal kijelenteni, melyik alapján mintázták.

## Leírása
A zászló aránya 11:18, fehér alapon kék kereszttel; a kék sávok szélessége három egységnyi. Zászlórúdon alkalmazva a zászló ajánlott szélessége a rúd magasságának hatoda. Az arányai a hosszabb oldalán 5:3:10, a rövidebb oldalán pedig 4:3:4. A hivatalos állami zászló a közepén látható címertől eltekintve ugyanilyen. A katonai zászló tripla fecskefarkú, címeres és egy egységnyivel hosszabb, 5:3:6:5 arányú. Magas rangú vezetők (például az államelnök, a védelmi miniszter, a tengerészet főparancsnoka stb.) jelenlétét a zászló bal felső szegletébe helyezett megfelelő emblémával jelezhetik.
A kék szín az ország sok ezer tavát és tiszta egét jelképezi, a fehér pedig a hóval borított tájat és a fehér éjszakákat. Elsőként, 1862-ben, egy költő és történész, Zachris Topelius javasolta, hogy ezek legyenek Finnország nemzeti színei. Korábban – a címer alapján – vörös és sárga volt a nemzeti szín, ez az 1850-60-as években lezajlott viták során változott kékre és fehérre. Akkor azonban az Oroszországhoz tartozó autonóm finn országrész parlamentje nem tűzte napirendre a saját zászló kérdését.
Az ország függetlenné válása után ismét pályázatot hirdettek az új zászló megalkotására, melyet Eero Snellman és Bruno Tuukkanen művészek nyertek. A zászló közepén található címer Olof Eriksson munkája.

## A zászló színei
PMS színrendszerben:
- kék: 294C
- vörös: 186C
- sárga: 123C

CMYK színrendszerben:
- kék: C 100%, M 56%, Y 0%, K 18,5%
- vörös: C 0%, M 91%, Y 76%, K 6%
- sárga: C 0%, M 30,5%, Y 94%, K 0%

## Használata
A finn törvények szerint a zászló nem lehet piszkos vagy szakadt, megjelenésén változtatni tilos, mosás után csak beltérben szárítható. Tiszteletet kell adni neki, nem temethető el, és funkciójától eltérő célokra nem használható.
A nemzeti ünnepeken és állami eseményeken kívül számos, nem ünnepnapnak minősülő, úgynevezett zászlós nap létezik Finnországban. Ilyenkor valamely esemény előtt tisztelegve reggel 8 óra és napnyugta (illetve nyáron este 9) között lobog a finn zászló. Kivétel ez alól Szent Iván napja, amikor a zászlót kivételesen nem húzzák le éjszakára.
Törvényben rögzített zászlós napok:
- február 28.: Kalevala-nap, a finn kultúra napja
- május 1.: a munka ünnepe
- május második vasárnapja: anyák napja
- június 4.: Mannerheim marsall születésnapja, a finn véderő zászlajának napja
- június 20-a és 26-a közötti vasárnap: Szent Iván napja, a finn zászló napja
- december 6.: a függetlenség napja
- parlamenti vagy helyi vagy EP-választások napja, népszavazások napja
- a finn köztársasági elnök beiktatásának napja

Hagyományos zászlós napok:
- február 5.: Johan Ludvig Runeberg, a nemzeti himnusz költőjének születésnapja
- március 19.: Minna Canth költőnő születésnapja, az egyenlőség napja
- április 9.: a finn kultúra napja (ezen a napon hunyt el Mikael Agricola, a finn írásbeliség megalapozója, és ezen a napon született Elias Lönnrot néprajzkutató)
- április 27.: veteránok napja
- május 9.: Európa-nap
- május 12.: Johan Vilhelm Snellman születésnapja
- május harmadik vasárnapja: az emlékezés napja
- július 6.: Eino Leino költő születésnapja, a költészet és a nyár napja
- október 10.: Aleksis Kivi író születésnapja, a finn irodalom napja
- október 24.: az ENSZ világnapja
- a finnországi svédek napja
- november második vasárnapja: apák napja
- december 8.: Jean Sibelius zeneszerző születésnapja, a finn zene napja